# Junko Asari
Junko Asari (Japans: 浅利純子, Asari Junko) (Kazuno, 22 september 1969) is een voormalige Japanse atlete, die gespecialiseerd was in de marathon. Ze werd wereldkampioene in deze discipline. Ook won ze enkele grote internationale marathons, zoals de marathon van Tokio (tweemaal) en de marathon van Osaka (eenmaal).

## Biografie
Asari maakte haar marathondebuut in 1991. In 1992 liep ze met een tijd van 2:28.57 voor de eerste keer binnen de 2:30 uur.
Zij won een gouden medaille op het wereldkampioenschap marathon in 1993 in een tijd van 2:30.03, voor Manuela Machado (zilver; 2:30.54) en Tomoe Abe (brons; 2:31.01). In datzelfde jaar won ze de marathon van Osaka.
Daarnaast won Junko Asari de marathon van Tokio in 1995 en 1998. Haar persoonlijke record van 2:26.10 liep ze in januari 1994 in Osaka en behaalde daarmee een derde plaats. Ze finishte als zeventiende op de Olympische Spelen van 1996 in Atlanta met een tijd van 2:34.31.

## Titels
- Wereldkampioene marathon 1993

## Persoonlijke records
Baan
| Onderdeel | Prestatie | Datum        | Plaats |
| --------- | --------- | ------------ | ------ |
| 3000 m    | 9.22,1    | 1989         |        |
| 5000 m    | 16.06,04  | 1993         |        |
| 10.000 m  | 32.25,45  | 14 juni 1992 | Tokio  |
| 20.000 m  | 1:08.51,9 | 17 juni 1992 | Akashi |

Weg
| Onderdeel      | Prestatie              | Datum            | Plaats |
| -------------- | ---------------------- | ---------------- | ------ |
| 20 km          | 1:07.03 (ex-nat. rec.) | 10 november 1991 | Kobe   |
| halve marathon | 1:10.37                | 1 maart 1998     | Osaka  |
| marathon       | 2:26.10                | 30 januari 1994  | Osaka  |

## Palmares

### 10 km
- 1989:  Nara - 34.54
- 1992: 5e Japanse kampioenschappen in Tokio - 32.25,45
- 1994:  Otawara - 33.29

### halve marathon
- 1989: 5e halve marathon van Kanazawa - 1:15.15
- 1990:  halve marathon van Kanazawa - 1:13.27
- 1995:  halve marathon van New York - 1:12.33
- 1997:  halve marathon van Stockholm - 1:12.21
- 1998:  halve marathon van Osaka - 1:10.37

### marathon
- 1991: 12e marathon van Osaka - 2:37.01
- 1992: 6e marathon van Osaka - 2:28.57
- 1992:  marathon van Sapporo - 2:32.14
- 1993:  marathon van Osaka - 2:26.26
- 1993:  WK in Stuttgart - 2:30.03
- 1994:  marathon van Osaka - 2:26.10
- 1995:  marathon van Tokio - 2:28.46
- 1996: 17e OS in Atlanta - 2:34.31
- 1997: 6e marathon van Boston - 2:31.12
- 1998:  marathon van Rotterdam - 2:26.11
- 1998:  marathon van Tokio - 2:28.29
- 1999: 16e WK in Sevilla - 2:31.39

1983 Grete Waitz ·
1987 Rosa Mota ·
1991 Wanda Panfil ·
1993 Junko Asari ·
1995 Manuela Machado ·
1997 Hiromi Suzuki ·
1999 Jong Song-ok ·
2001 Lidia Şimon ·
2003 Catherine Ndereba ·
2005 Paula Radcliffe ·
2007 Catherine Ndereba ·
2009 Bai Xue ·
2011 Edna Kiplagat ·
2013 Edna Kiplagat ·
2015 Mare Dibaba ·
2017 Rose Chelimo ·
2019 Ruth Chepngetich ·
2022 Gotytom Gebreslase ·
2023 Amane Beriso Shankule
- World Athletics: 14286111
- International Standard Name Identifier: 0000 0003 7708 3230
- Bibliotheek van het Japanse parlement: 00624843
- Virtual International Authority File: 253871738